# 光序楼梯草
光序楼梯草（学名：Elatostema leiocephalum）为荨麻科楼梯草属的植物，为中国的特有植物。分布于中国大陆的贵州等地，生长于海拔1,300米的地区，常生长在山地阴处，目前尚未由人工引种栽培。